# Hugh Graham (Reiter)
Hugh Graham (* 10. Februar 1949 in Ontario) ist ein kanadischer Springreiter.
Er startete bei zwei Olympischen Spielen und drei Panamerikanischen Spielen für Kanada. Zudem repräsentierte er Kanada bei 23 Nationenpreisen, in 4 Weltcup-Springen und bei den Weltmeisterschaften 1990. Zweimal war er kanadischer Meister der Springreiter sowie ebenfalls zweimal Reiter des Jahres.

## Karriere
Im Alter von 12 Jahren begann Graham zu reiten. Während der Highschool war er Champion des Calf Roper, einem Lassowettbewerb. Aufgrund eines Beinbruchs gab er den Sport allerdings auf.
In den 1970er Jahren arbeitete er für den Olympiasieger Jim Day, bei dem er auch sein Interesse am Springsport entdeckte.
Seinen ersten großen Preis gewann Graham 1973, 1982 wurde er ins kanadische Nationenpreisteam aufgenommen. Bei den Olympischen Spielen 1984 war er der einzige im Team der eine Nullrunde schaffte und Kanada somit auf Platz 4 brachte. Bei den Panamerikanischen Spielen 1987 besiegte er mit einer Nullrunde das US-Team und gewann Mannschaftsgold für Kanada. 
Außerdem gewann er auf Money Talks den renommierten Queen Elizabeth II Cup in Spruce Meadows.
Aktuell befindet er sich auf Rang 336 der Weltrangliste.

## Privates
1987 heiratete Graham Cindy Firestone. Das Paar lebt mit Tochter Laurel in Bolton.

## Pferde
- Elrond, Olympiapferd 1984
- Money Talks
- Black Diamond (* ), belgische Stute, Vater: Chin Chin, Muttervater: Darco